# Sierra Madre Oriental

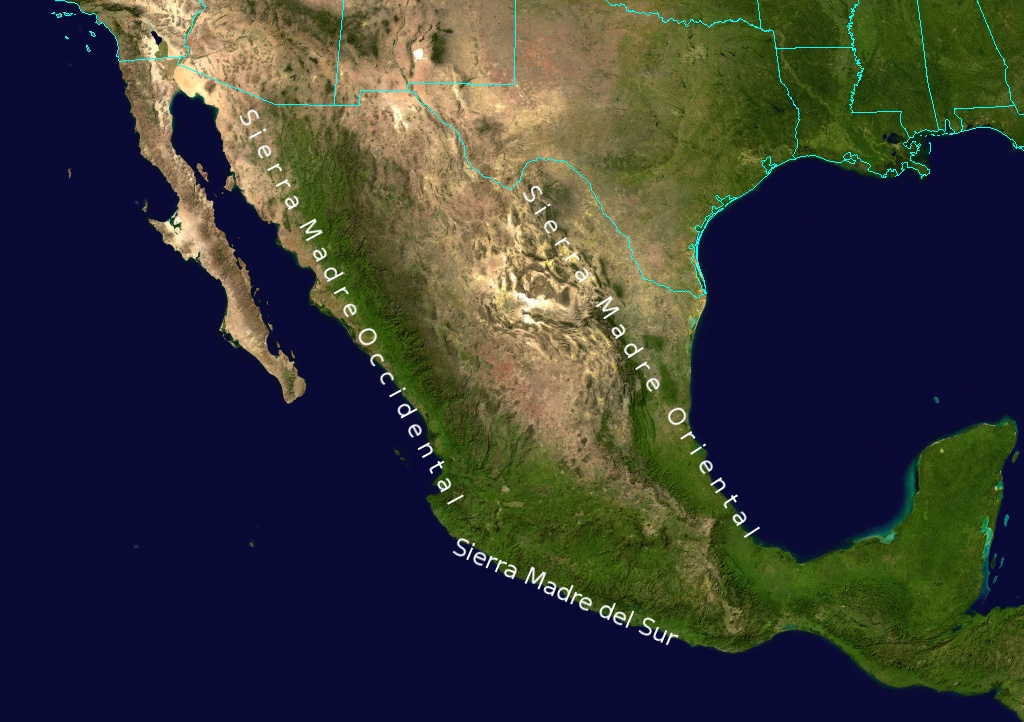
mapa Mexika s vyznačením významnějších pohoří

Sierra Madre Oriental (Východní Sierra Madre) je pohoří na východě Mexika, částečně zasahuje i na jihovýchod Texasu. Táhne se zhruba 1 350 km ve směru sever-jih paralelně k pobřeží Mexického zálivu. Prochází mimo jiné přes státy Coahuila, Nuevo León, Tamaulipas, San Luis Potosí, Hidalgo, Tlaxcala. Přibližně na území státu Puebla se pohoří setkává s pohořím Cordillera Neovolcánica.
Pohoří tvoří východní hranici mexické náhorní plošiny (mexické vysočiny). Nejvyšším bodem je Cerro Potosí (3 713 m n. m.).